# Cochlearia tatrae
Cochlearia tatrae es una especie de planta de flores perteneciente a la familia  Brassicaceae. La planta fue nombrada en honor de los montes Tatra donde crece, entre Eslovaquia y Polonia.
El total de la población de plantas en Polonia no son más de varias docenas y están concentradas en  Mieguszowiecki Szczyt (Slovak: Veľký Mengusovský štít) Montañas en la frontera de Eslovaquia y Polonia.